# Буњак
Буњак је насељено место у Хрватској, у Загребачкој жупанији. Надморска висина је 303 метра. Удаљеност Буњак-Загреб износи 13,68 километара, а Буњак-Сплит 169,01 километара.
Буњак има око стотину становника. Мало изнад места се налази црква „Мајке божије Трсатске“, саграђена 1988. године на темељима старије необарокне цркве из 1928. године. Мештани се претежно баве виноградарством.